# High Society (album d'Epik High)
Pour les articles homonymes, voir High Society.
Albums de Epik High
Map of the Human Soul
(2003) Swan Songs
(2005)
High Society est le deuxième album studio produit en 2004 par Epik High. 

## Liste des pistes
| 1.    | 신사들의 산책 (Good Morning)                             | 0:57 |
| 2.    | High Skool                                               | 4:13 |
| 3.    | 평화의 날 (Day of Peace)                                 | 3:38 |
| 4.    | The Sunrise Interlude                                    | 0:33 |
| 5.    | Lesson 2 (The Sunset)                                    | 4:00 |
| 6.    | My Ghetto (ft. Kim Yeon-woo)                             | 4:14 |
| 7.    | The Basics (ft. Unknowndjs)                              | 1:38 |
| 8.    | 신사들의 절약정신 (Good Afternoon)                       | 1:07 |
| 9.    | Lady (타이틀곡)                                          | 3:44 |
| 10.   | 피해망상 Part 3 (ft. TBNY)                               | 3:56 |
| 11.   | 11월1일 (November 1st) (ft. Kim Jae Suk de WANTED)       | 4:40 |
| 12.   | 뚜뚜루                                                   | 3:56 |
| 13.   | 혼자라도 (ft. Clazziquai)                                | 4:14 |
| 14.   | Daydream (사직서)                                        | 3:39 |
| 15.   | Open M.I.C. (ft. Eun Ji Won, TBNY, Tweak et Dynamic Duo) | 4:20 |
| 16.   | 뒷담화                                                   | 6:47 |
| 17.   | 신사들의 몰락 (Good Evening)                             | 1:24 |
| 18.   | I Remember (70s Soul Remix) (ft. Asoto Union et Kensie)  | 3:37 |
| 60:00 |                                                          |      |

Il est à noter que la piste 18 est une piste bonus.